# Lista de prefeitos de São Gonçalo do Amarante (Rio Grande do Norte)
Esta é a lista de prefeitos de São Gonçalo do Amarante, município brasileiro do estado do Rio Grande do Norte.
Em 1958, após uma longa jornada de reivindicações e lutas pela autonomia, São Gonçalo do Amarante alcançou sua emancipação política. Através da Lei nº 2.323, promulgada em 11 de dezembro de 1958, o município foi oficialmente criado, desmembrando-se de Macaíba. Com a emancipação, foi nomeado o primeiro prefeito, Sr. Manoel Soares da Câmara, que assumiu o cargo até a realização das primeiras eleições municipais.
| Nº | Prefeito                             | Imagem                             | Partido                   | Início do mandato     | Fim do mandato          | Vice-prefeito                  | Observações                   |
| -- | ------------------------------------ | ---------------------------------- | ------------------------- | --------------------- | ----------------------- | ------------------------------ | ----------------------------- |
| 1  | Manoel Soares da Câmara              |                                    |                           | 10 de janeiro de 1959 | 31 de janeiro de 1960   | —                              | Prefeito nomeado              |
| 2  | Leonel Mesquita                      |                                    | UDN                       | 31 de janeiro de 1960 | 31 de janeiro de 1965   | Francisco Potiguar Cavalcanti  | Prefeito e vice eleitos       |
| 3  | Francisco Potiguar Cavalcanti        |                                    | UDN                       | 31 de janeiro de 1965 | 31 de janeiro de 1970   | Lauro Pinheiro da Costa        | Prefeito e vice eleitos       |
| 4  | Elia de Barros                       |                                    | ARENA                     | 31 de janeiro de 1970 | 31 de janeiro de 1973   | Maurício Fernandes de Oliveira | Prefeita e vice eleitos       |
| 5  | Joaquim Victor de Holanda            |                                    | ARENA                     | 31 de janeiro de 1973 | 31 de janeiro de 1977   | Geraldo Correia de Lima        | Prefeito e vice eleitos       |
| 6  | Hamilton Rodrigues Santiago          |                                    | MDB                       | 31 de janeiro de 1977 | 31 de janeiro de 1983   | José Targino da Silva          | Prefeito e vice eleitos       |
| 7  | Ítalo Vale Monte                     |                                    | PMDB                      | 31 de janeiro de 1983 | 15 agosto de 1985       | Cícero Rodrigues de Souza      | Prefeito e vice eleitos       |
| 8  | Eliane de Barros Cabral Fagundes     |                                    | PFL                       | 15 de agosto de 1985  | 5 fevereiro de 1987     | —                              | Interventora nomeada          |
| 9  | Cícero Rodrigues de Souza            |                                    | PMDB                      | 5 fevereiro de 1987   | 31 de dezembro de 1988. | —                              | Vice-prefeito eleito no cargo |
| 10 | Eliane de Barros Cabral Fagundes     |                                    | PFL                       | 1º de janeiro de 1989 | 23 de julho de 1989     | José Targino da Silva          | Prefeita e vice eleitos       |
| 11 | José Targino da Silva                |                                    | PDT                       | 23 de julho de 1989   | 31 de dezembro de 1992  | —                              | Vice-prefeito eleito no cargo |
| 12 | Hamilton Rodrigues Santiago          |                                    | PMDB                      | 1º de janeiro de 1993 | 31 de dezembro de 1996  | Valdivan Aurino Tinoco         | Prefeito e vice eleitos       |
| 13 | Francisco Potiguar Cavalcanti Júnior |                                    | PL                        | 1º de janeiro de 1997 | 31 de dezembro de 2004  | Raimundo Nonato de Queiroz     | Prefeito e vice eleitos       |
| 13 | Francisco Potiguar Cavalcanti Júnior | PMDB                               | João Ângelo da Fonseca    | 1º de janeiro de 1997 | 31 de dezembro de 2004  | Prefeito e vice eleitos        |                               |
| 14 | Jarbas Cavalcanti de Oliveira        |                                    | PMDB                      | 1º de janeiro de 2005 | 31 de dezembro de 2008  | Edvaldo Pereira Carreiro       | Prefeito e vice eleitos       |
| 15 | Jaime Calado Pereira dos Santos      |                                    | PR                        | 1º de janeiro de 2009 | 31 de dezembro de 2016  | José Sergiano Targino da Silva | Prefeito e vice eleitos       |
| 15 | Jaime Calado Pereira dos Santos      | Francisco Potiguar Cavalcanti Neto | PR                        | 1º de janeiro de 2009 | 31 de dezembro de 2016  | Prefeito e vice eleitos        |                               |
| 16 | Paulo Emídio de Medeiros             |                                    | PR                        | 1º de janeiro de 2017 | 10 de maio de 2022      | Eraldo Paiva                   | Prefeito e vice eleitos       |
| 16 | Paulo Emídio de Medeiros             | PROS                               | Prefeito e vice reeleitos | 1º de janeiro de 2017 | 10 de maio de 2022      | Eraldo Paiva                   |                               |
| 17 | Eraldo Paiva                         |                                    | PT                        | 10 de maio de 2022    | 31 de dezembro de 2024  | —                              | Vice-prefeito eleito no cargo |
| 18 | Jaime Calado Pereira dos Santos      |                                    | PSD                       | 1º de janeiro de 2025 | até a atualidade        | Flávio Henrique de Oliveira    | Prefeito e vice eleitos       |